# Temporada 1850-1851 del Liceu
La temporada 1850-1851, l'estrena al Liceu del Roberto il diavolo, traducció italiana del Robert le diable de Meyerbeer, no significà cap novetat, ja que l'òpera ja era coneguda a Barcelona d'ençà que s'estrenà el 1845 al Teatre Nou, però va representar la iniciació del públic del Liceu en la grand opéra, gènere típicament parisenc però que s'adeia molt bé a les característiques d'un gran teatre com el Liceu. L'exaltació per Meyerbeer arriba al cim amb l'estrena de Les Huguenots (1856). Encara ara, Giacomo Meyerbeer només amb cinc títols -Robert le diable, Les Huguenots, Le Prophète, Dinorah i L'Africaine- és al Liceu, immediatament després de Verdi, Donizetti i Wagner, el compositor més representat amb un total de 691 representacions.
Es va estrenar al Liceu La favorita de Donizetti, cantada en italià com fou costum fins al 2002. En totes les representacions es tallà la cabaletta final del tenor del primer acte, un costum tradicional tan arrelat que es mantingué encara a la penúltima edició el 1982.
| Temporada 1850-1851 del Liceu |                   |                  |                   | |           |                                                                                    |
| Òpera                         | Compositor        | Director musical | Director d'escena | Papers principals | Producció | Dates                                                                              |
| Maria di Rohan                | Gaetano Donizetti |                  |                   | Teresa de Giuli-Borsi, Caterina Mas-Porcell, Josep Font, Luigi Valli, Ferri, Ferran Rauret                                                                         |           | 7 de setembre                                                                      |
| Attila                        | Giuseppe Verdi    |                  |                   | Agustí Rodas, Jammes, Noémi de Roissy, Carlo Baucardé, Ferran Rauret, A. Morelli                                                                                   |           | 21 de setembre                                                                     |
| La figlia del reggimento      | Gaetano Donizetti | Marià Obiols     |                   | María Soriano, Noémi de Roissy, Agostino Rovere, Carlo Baucardé, Antonio Morelli                                                                                   |           | 6, 7, 10 novembre; 3 desembre                                                      |
| La favorita                   | Gaetano Donizetti | Marià Obiols     |                   | Noëmi de Roissy, Giacomo Roppa, Luigi Valli, Attilio Arnoldi (26 novembre i 7, 8 10 desembre) / Agustí Rodas (la resta de les funcions), Josep Font, María Soriano |           | 26 novembre; 7, 8, 10, 13, 15, 16, 26 desembre / 5, 10, 17, 19, 29 gener; 4 febrer |
| La gazza ladra                | Gioachino Rossini | Marià Obiols     |                   | Antoni Vives, Josep Font, María Soriano, Noémi de Roissy, Luigi Gassier, Agustí Rodas, Cayetana Brambilla, Antonio Debezzi, Ferran Rauret                          |           | 1 de gener                                                                         |
| La prova di un'opera seria    | Giuseppe Mazza    |                  |                   | Giulia Sanchioli, Carlo Baucardé, Aurora Vallesi, Agostino Rovere, N. Insom, Ferran Rauret                                                                         |           | 18 de gener                                                                        |
| Roberto il diavolo            | Giacomo Meyerbeer |                  |                   | |           | 28 de febrer                                                                       |
| Nabucco                       | Giuseppe Verdi    |                  |                   | |           | 24 de maig                                                                         |
| Norma                         | Vincenzo Bellini  | Marià Obiols     |                   | Giacomo Roppa, Agustí Rodas, Teresa de Giuli-Borsi, Aurora Vallesi, Adelaida Aleu-Cavallé, Ferran Rauret                                                           |           |                                                                                    |
| Macbeth (Verdi)               | Giuseppe Verdi    | Marià Obiols     |                   | Luigi Gassier, Agustí Rodas, Teresa de Giuli-Borsi, Adelaida Aleu-Cavallé, Josep Font, Ferran Rauret, Antoni Vives, Joan Pla                                       |           | 10 de maig al 9 de juny                                                            |